# Distretto di Karluway 2
Il distretto di Karluway 2 è un distretto della Liberia facente parte della contea di Maryland.